# 1774 год в науке
В 1774 году произошли различные научные и технологические события, некоторые из которых представлены ниже.

## События
- 1 августа — официальная дата открытия кислорода английским химиком Джозефом Пристли. В 1771 году кислород получил шведский химик Карл Шееле, но описал своё открытие в книге, изданной лишь в 1777 году. По это причине именно Д. Пристли считается первооткрывателем кислорода.
- Открытие экспедицией Кука островов Фиджи, Новой Каледонии.

## Родились
- 21 апреля — Жан Батист Био, французский физик, геодезист и астроном (умер в 1862 году).
- 7 мая — Фрэнсис Бофорт, английский адмирал, военный гидрограф и картограф (умер в 1857 году).
- 17 сентября — Джузеппе Меццофанти, итальянский кардинал, выдающийся полиглот (умер в 1849 году).

## Скончались
- 4 февраля — Шарль Мари де ла Кондамин, французский астроном, геодезист и путешественник, исследователь Южной Америки, почётный член Петербургской академии наук (род. 1701).
- Анна Моранди Манцолини — преподаватель анатомии, скульпторша, создававшая восковые анатомические модели.